# Moritz von Hessen-Kassel (1614–1633)
Moritz von Hessen-Kassel (* 13. Juni 1614 in Kassel; † 16. Februar 1633 ebenda) war ein landgräflicher Prinz aus der Linie Hessen-Kassel des Hauses Hessen.

## Leben

### Herkunft und Familie
Moritz war ein Sohn des Landgrafen Moritz von Hessen-Kassel (1572–1632) und dessen zweiter Gemahlin Juliane von Nassau-Dillenburg (1587–1643) und wuchs zusammen mit seinen Geschwistern Philipp (1604–1626), Agnes (1606–1650, Fürstin von Anhalt-Dessau), Hermann (1607–1658, Landgraf), Juliane (1608–1628), Sabine (1610–1620), Magdalene (1611–1671, ⚭ Erich Adolf von Salm-Reifferscheid), Sophia (1615–1670, ⚭ Philipp von Schaumburg-Lippe), Friedrich (1617–1657), Christian (1622–1640, schwedischer Oberst), Ernst (1623–1693), Christine (1625–1626), Philipp (1626–1629) und Elisabeth (1628–1633) auf.
Aus des Landgrafen Moritz ersten Ehe mit Agnes zu Solms-Laubach stammten die Kinder Otto (1594–1617, ⚭ 1613 Katharina Ursula von Baden-Durlach (1593–1615), ⚭ 1617 Agnes Magdalene von Anhalt-Dessau (1590–1626)), Elisabeth (1596–1625, ⚭ 1618 Herzog Johann Albrecht II. von Mecklenburg-Güstrow (1590–1636)), Moritz (1600–1612) und Wilhelm V. (1602–1637, Landgraf von Hessen-Kassel ⚭ 1619 Amalie Elisabeth von Hanau-Münzenberg (1602–1651)).

### Wirken
Moritz erhielt anfangs eine Ausbildung am Hof in Kassel, lebte aber von 1629 an mit seinen jüngeren Geschwistern bei seiner Mutter in Rotenburg an der Fulda, nachdem die Ehe der Eltern zerrüttet war. Schon ein Jahr darauf holte der inzwischen als regierender Landgraf abgedankte Vater seine Söhne Friedrich und Moritz an seine Residenz in Eschwege. Auf dessen Empfehlung ging Moritz im Jahre 1631 an den schwedischen Hof und trat als Rittmeister in die Dienste von König Gustav Adolf. Mit dessen Armee rückte er im Dreißigjährigen Krieg bis nach Nürnberg vor, wo er sich in Kämpfen mit der Armee Wallensteins Verdienste erwarb.
Im Februar 1633 erkrankte er während eines Besuchs in Kassel an Blattern und verstarb binnen weniger Tage. Moritz wurde am 11. April 1633 in der Kasseler Martinskirche beigesetzt.